# Vihula
Vihula (em estoniano:  Vihula vald) é um município rural estoniano localizado na região de Lääne-Virumaa.